# Las Vegas Poker and Blackjack
Las Vegas Poker & Blackjack (Blackjack & Poker sur l'écran titre) est un jeu vidéo développé par APh Technological Consulting,  édité par Mattel Electronics, sorti en 1979 sur la console Intellivision,,.

## Système de jeu
Il s'agit d'un simulateur des jeux éponymes, où l'on joue contre l'ordinateur, seul ou à deux. Il était fourni avec les cartes plastifiées qui se placent dans les télécommandes de l'Intellivision. L'interface est très simple, seuls trois tableurs contenant les cartes et les données sont visibles, ainsi que le croupier indiquant les phases de jeux en haut de l'écran.
Sont proposées les jeux et variantes suivantes :
- Blackjack
- Poker
- Stud à cinq cartes (5-Card Stud)
- Stud à sept cartes (7-Card Stud)
- Poker fermé (5-Card Draw)

## Développement
Les illustrations du packaging sont de Jerrol Richardson.

## Accueil
Jusqu'en 1982, le jeu était joint à la console Intellivision, ce qui en a fait la cartouche la plus distribuée de la console (1 900 000 exemplaires fin 1982). Lorsque Astrosmash l'a remplacé dans le paquetage de la console, les ventes ont chuté de façon spectaculaire (seulement 2 500 unités sur les 6 premiers mois de 1983).

## Héritage
Las Vegas Poker et Blackjack est présent, émulé, dans la compilation Intellivision Lives! (en) sortie sur diverses plateformes.
Las Vegas Poker and Blackjack fait partie des jeux intégrés dans la console Intellivision Flashback, sortie en 2014.